# Limfedema
|  | No s'ha de confondre amb Limfoma o Lipedema. |

Un limfedema és un edema crònic, indolor, produït per una obstrucció en els canals limfàtics de l'organisme (normalment de les extremitats); pot ser primari (hereditari) o secundari en el cas de lesions o obstrucció limfàtica.
Tal situació es produeix per l'acumulació de la limfa (composta per un líquid clar ric en proteïnes i fibroblasts) en els espais intersticials (àrea existent entre les diferents cèl·lules d'un teixit), dins del teixit cel·lular subcutani.
Obeeix en general a una fallada o a una insuficiència en el sistema limfàtic, i porta com a conseqüència l'augment del volum de les extremitats, en forma completa o parcial, i la desaparició dels relleus que s'aprecien per sota de la pell. Cal vigilar estretament l'extirpació de la mama (per un tumor mamari) i limfadenectomia.

## Causes
Una acumulació de la limfa en algun punt del cos provoca un limfedema, que al seu torn pot ser primari o secundari.

### Limfedema primari
Ocorre quan el sistema de conductes i / o ganglis limfàtics d'una zona té dificultats o directament és incapaç de transportar les proteïnes grans i altres molècules per ser absorbides de nou pel sistema venós.

### Limfedema secundari
Pot ser conseqüència d'una cirurgia o un radioteràpia que hagin requerit l'extirpació o la radiació dels ganglis limfàtics, provocant una posterior anomalia en el procés de drenatge.

## Exploració física
En les primeres fases, amb edema intens que deixa fòvea; els membres acaben patint una induració edematosa crònica sense fòvea. S'ha de distingir de la insuficiència venosa crònica, que presenta hiperpigmentació, dermatitis d'estasis i varicositats superficials.

## Dades complementàries
L'ecografia i la CT o la MRI abdominal i pelviana poden identificar les lesions obstructives. La limfografia confirma el diagnòstic. Si l'edema és unilateral, s'ha de distingir de la DVT mitjançant exploracions no invasores.

## Tractament
El tractament, en el cas de les extremitats inferiors, consisteix a portar una higiene meticulosa dels peus per evitar infeccions, elevació del membre amb limfedema, i l'ús de mitges de compressió o botes de compressió pneumàtica. S'han d'evitar els diürètics per evitar una disminució del volum intravascular.